# Benjámin Gledura
Benjamin Gledura (Eger, 4 de juliol de 1999) és un jugador d'escacs hongarès que ostenta el títol de Gran Mestre Internacional des del 2016.
A la llista d'Elo de la FIDE del juliol de 2021, hi tenia un Elo de 2629 punts, cosa que en feia el jugador número 6 (en actiu) d'Hongria, i el número 139 del rànquing mundial. El seu màxim Elo va ser de 2654 punts, a la llista del juny de 2019.

## Resultats destacats en competició
Fou el campió d'Europa de la categoria sub-10 l'any 2009.
L'octubre de 2015, va batre a l'Anatoli Kàrpov (1,5 a 0,5) a les semifinals del torneig de partides ràpides del Festival d'Escacs de Budapest.
El febrer de 2016, acabà invicte en la 25e posició del Festival d'escacs de Gibraltar amb set taules i tres victòries de les quals una contra l'excampió del món Viswanathan Anand.
Ha participat en l'Olimpíada d'escacs de 2016 a Bakú amb l'equip d'Hongria (5 punts sobre 8 com cinquè tauler).
El novembre de 2017 guanyà el Magistral Ciutat de Barcelona amb 6 punts de 9, els mateixos punts que Laurent Fressinet però amb millor desempat.
El gener de 2019 fou tercer al torneig Tata Steel B, un punt i mig per sota del campió, Vladislav Kovalev.